# 齊爾茨湖
53°21′15″N 12°57′30″E / 53.35417°N 12.95833°E
齊爾茨湖（德語：Zierzsee），是德國的湖泊，位於該國東北部梅克倫堡-前波美拉尼亞州，由梅克倫堡湖區郡負責管轄，長0.6公里、寬0.5公里，面積3.3平方公里，海拔高度57米。